# Grammy Award al produttore dell'anno, non classico
Il Grammy Award al produttore dell'anno, non classico (Grammy Award for Producer of the Year, Non-Classical) è un premio dei Grammy Award conferito dalla National Academy of Recording Arts and Sciences ai produttori discografici per la musica non classica di qualità.
Il premio è stato presentato per la prima volta nel 1975. Secondo la guida, il premio viene assegnato ai produttori che "rappresentano una creatività costantemente eccezionale nell'area della produzione discografica".

## Vincitori e candidati

### Anni 1970
- 1975[1]
  - Thom Bell
  - Rick Hall
  - Lenny Waronker
  - Stevie Wonder
  - Billy Sherrill
- 1976[2]
  - Arif Mardin
  - Dennis Lambert e Brian Potter
  - Bill Szymczyk
  - Peter Asher
  - Gus Dudgeon
- 1977[3]
  - Stevie Wonder
  - Richard Perry
  - Lenny Waronker
  - Joe Wissert
- 1978[4]
  - Peter Asher
  - Richard Perry
  - Bill Szymczyk
  - Bee Gees, Albhy Galuten e Karl Richardson
  - Kenneth Gamble e Leon Huff
- 1979[5]
  - Bee Gees, Albhy Galuten e Karl Richardson
  - Peter Asher
  - Phil Ramone
  - Quincy Jones
  - Alan Parsons

### Anni 1980
- 1980[6]
  - Larry Butler
  - Mike Chapman
  - Quincy Jones
  - Ted Templeman
  - Maurice White
- 1981
  - Phil Ramone
  - Quincy Jones
  - Michael Omartian
  - Queen e Reinhold Mack
  - Stevie Wonder
- 1982[7]
  - Quincy Jones
  - Val Garay
  - Arif Mardin
  - Lionel Richie

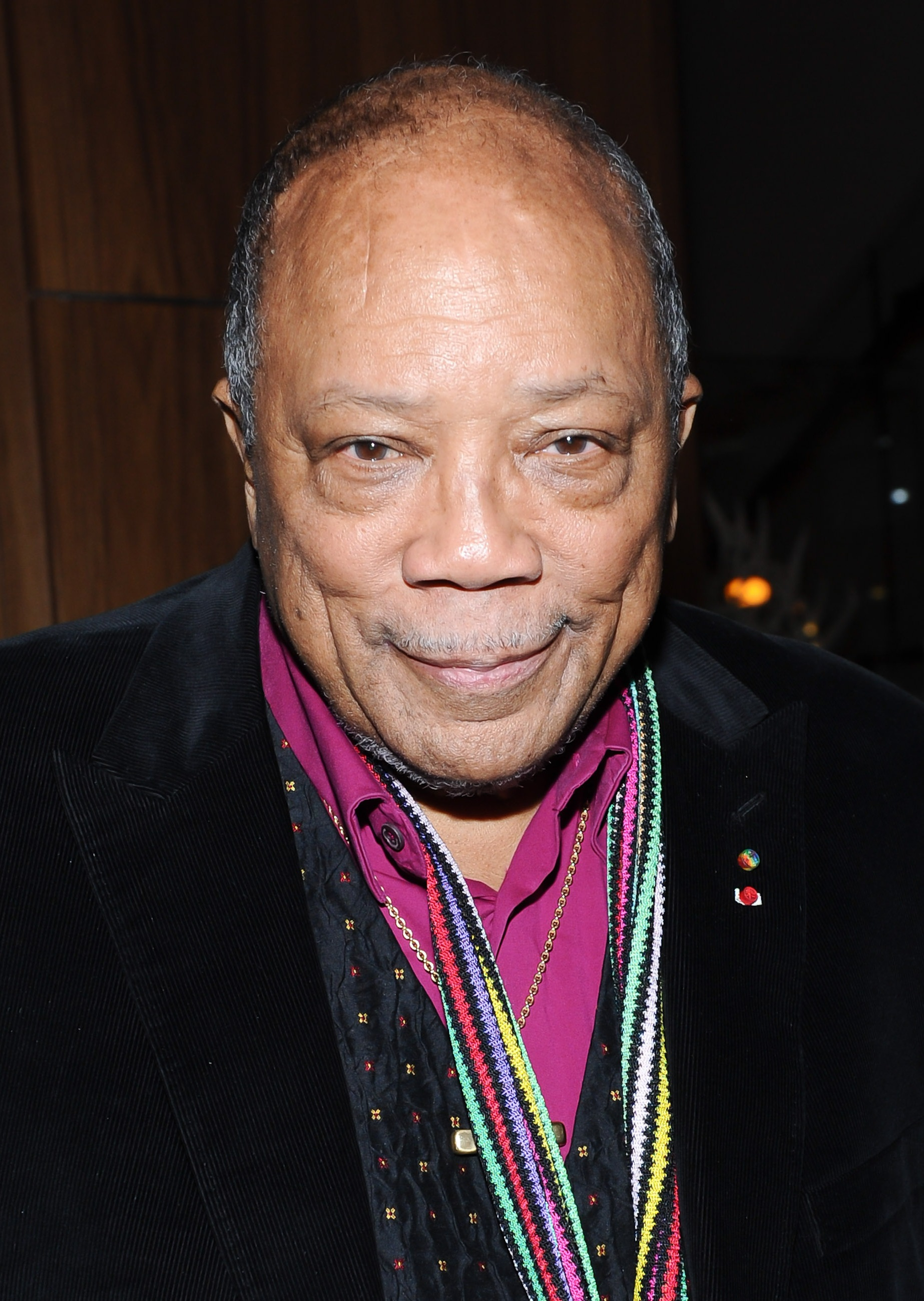
Quincy Jones ha vinto questo premio 3 volte.

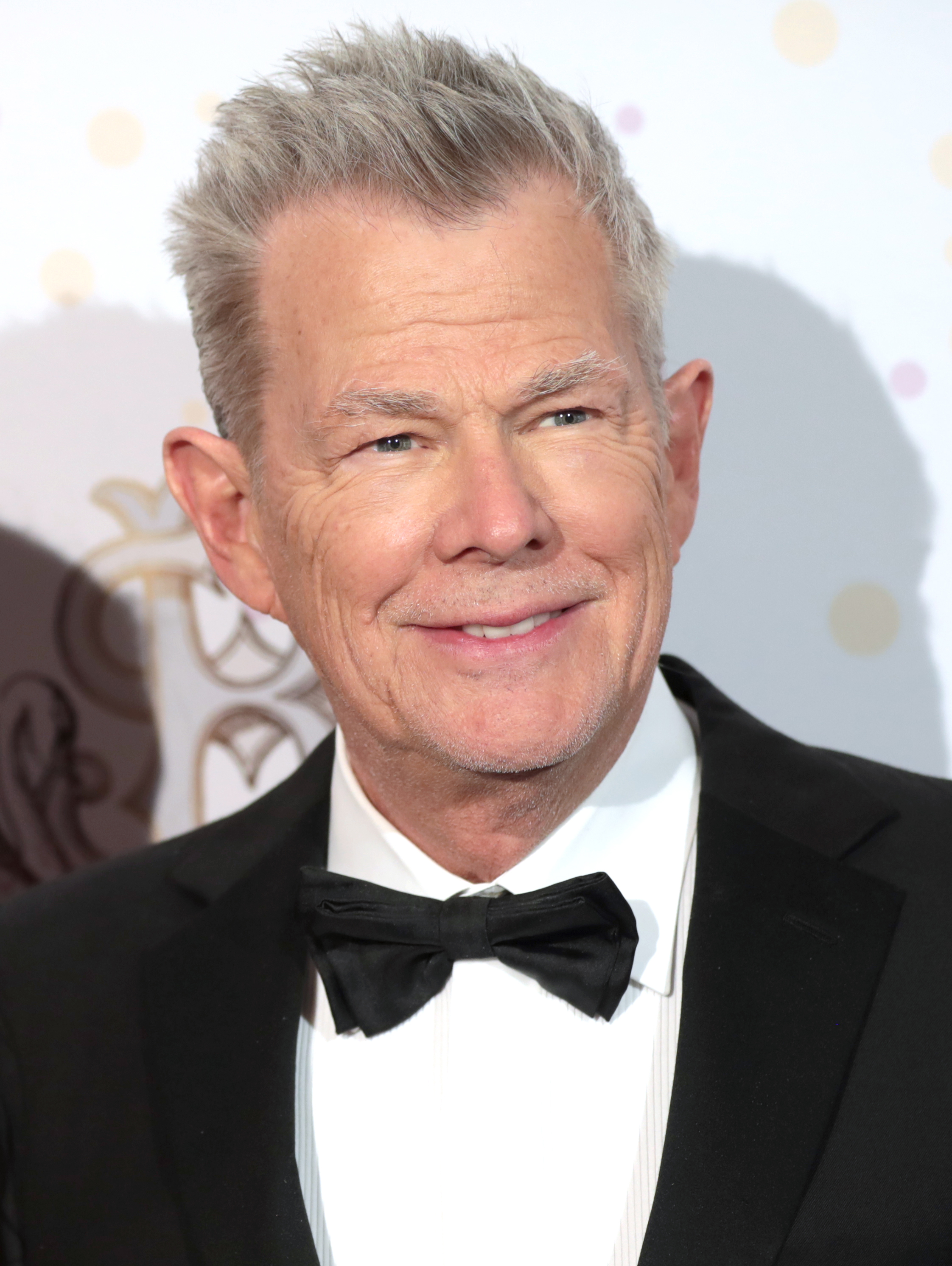
David Foster ha vinto questo premio 3 volte.

  - Robert John "Mutt" Lange e Mick Jones
- 1983[8]
  - Toto
  - Gary Katz
  - John Cougar Mellencamp e Don Gehman
  - David Foster
  - Quincy Jones
- 1984[9]
  - Michael Jackson e Quincy Jones
  - James Anthony Carmichael e Lionel Richie
  - Jay Graydon
  - Quincy Jones
  - Phil Ramone
- 1985[10][11][12]
  - James Anthony Carmichael e Lionel Richie (ex aequo)
  - David Foster (ex aequo)
  - Prince e the Revolution
  - Robert John "Mutt" Lange e The Cars
  - Michael Omartian
- 1986[13]
  - Phil Collins e Hugh Padgham
  - David Foster
  - Don Henley, Danny Kortchmar e Greg Ladanyi
  - Mark Knopfler e Neil Dorfsman
  - Narada Michael Walden
- 1987[14]
  - Jimmy Jam & Terry Lewis
  - David Foster
  - Michael Omartian
  - Paul Simon
  - Steve Winwood e Russ Titelman
- 1988
  - Narada Michael Walden
  - Emilio Estefan e The Jerks
  - Quincy Jones e Michael Jackson
  - Daniel Lanois e Brian Eno
  - John Mellencamp e Don Gehman
- 1989
  - Neil Dorfsman
  - Thomas Dolby
  - David Kershenbaum
  - L.A. Reid e Babyface
  - Narada Michael Walden

### Anni 1990
- 1990[15]
  - Peter Asher

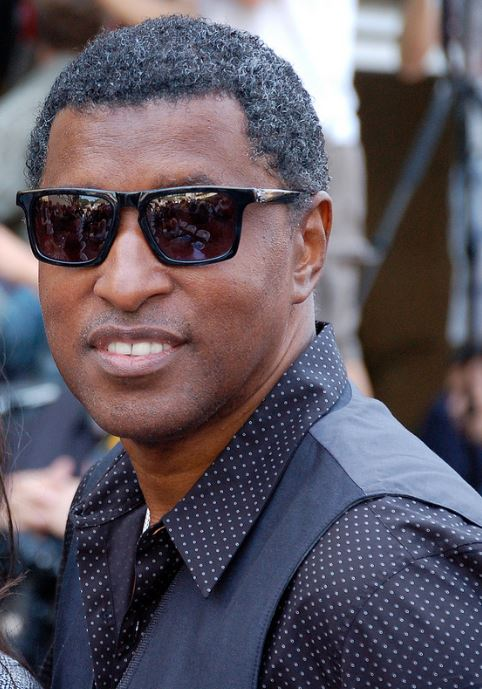
Babyface ha vinto questo premio 4 volte.

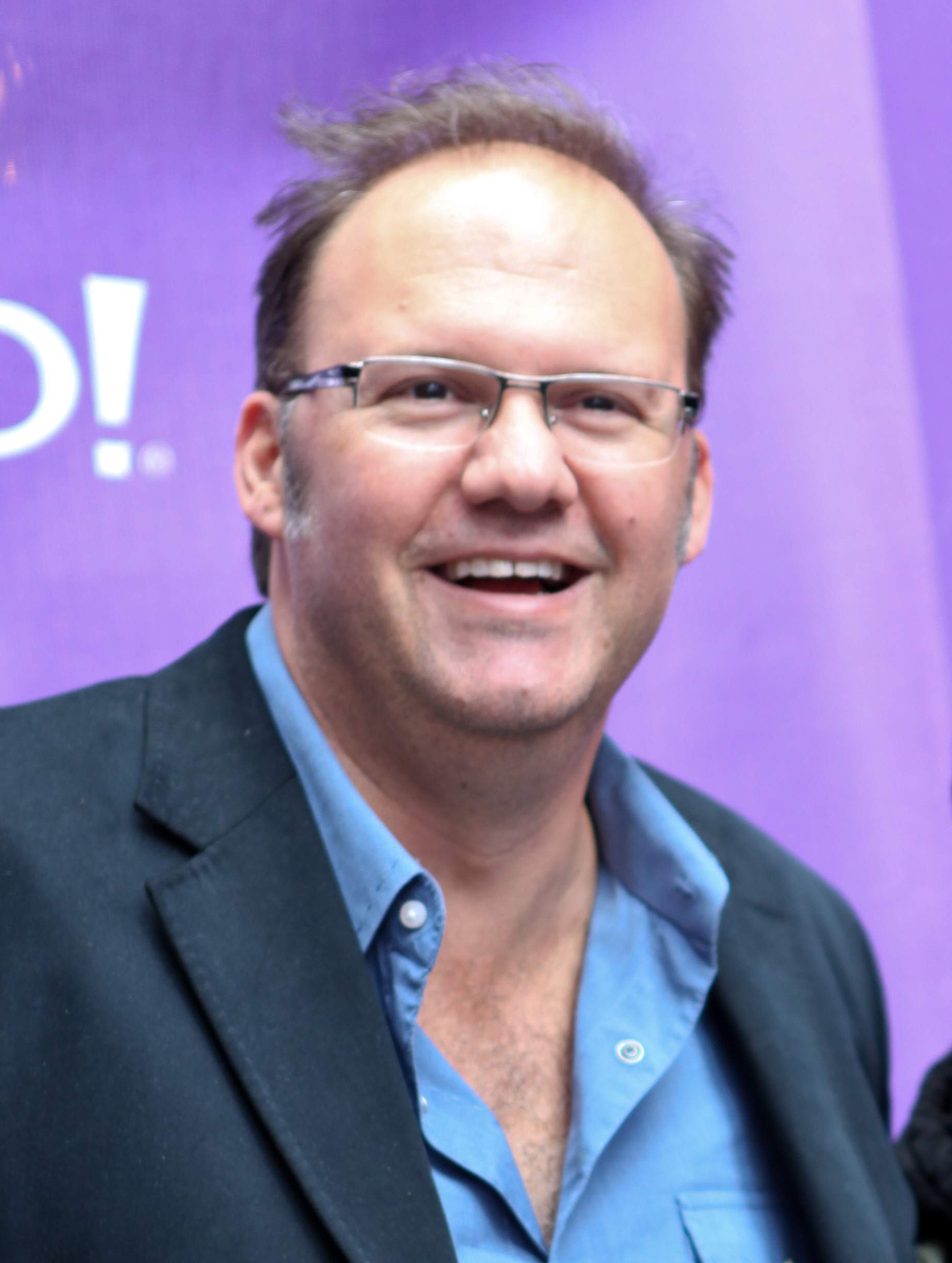
Rob Cavallo è stato candidato 5 volte in questa categoria.

  - Emilio Estefan, Jorge Casas e Clay Ostwald
  - Jimmy Jam & Terry Lewis e Janet Jackson
  - L.A. Reid e Babyface
  - Prince
  - Tears for Fears e David Bascombe
- 1991
  - Quincy Jones
  - Glen Ballard
  - Phil Collins e Hugh Padgham
  - Mick Jones e Billy Joel
  - Arif Mardin
- 1992
  - David Foster
  - Walter Afanasieff e Mariah Carey
  - Andre Fischer
  - Paul Simon
  - Keith Thomas
- 1993
  - Brian Eno e Daniel Lanois (ex aequo)
  - L.A. Reid e Babyface (ex aequo)
  - Mitchell Froom
  - Teddy Riley
  - Bruce Swedien
  - Chris Thomas
- 1994
  - David Foster
  - Walter Afanasieff
  - Tony Brown
  - Bruce Fairbairn
  - Jimmy Jam & Terry Lewis
  - Hugh Padgham
- 1995[16]
  - Don Was
  - David Foster
  - Trevor Horn
  - Jimmy Jam & Terry Lewis
  - Brendan O'Brien
- 1996[17]
  - Babyface
  - Glen Ballard
  - Rick Chertoff
  - Jimmy Jam & Terry Lewis
  - Rick Rubin
- 1997[18]
  - Babyface
  - David Foster
  - Don Gehman
  - Brendan O'Brien
  - Don Was
- 1998[19]
  - Babyface
  - Walter Afanasieff
  - Paula Cole
  - Kirk Franklin
  - Keith Thomas
- 1999[20]
  - Rob Cavallo
  - Michael Beinhorn
  - Tchad Blake
  - Sheryl Crow
  - Lauryn Hill

### Anni 2000

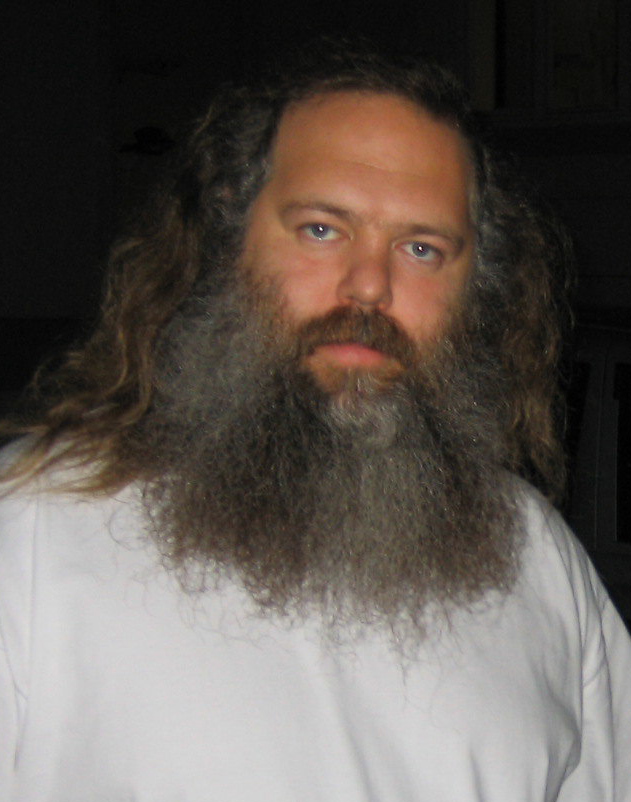
Rick Rubin ha vinto questo premio nel 2007 e nel 2009.

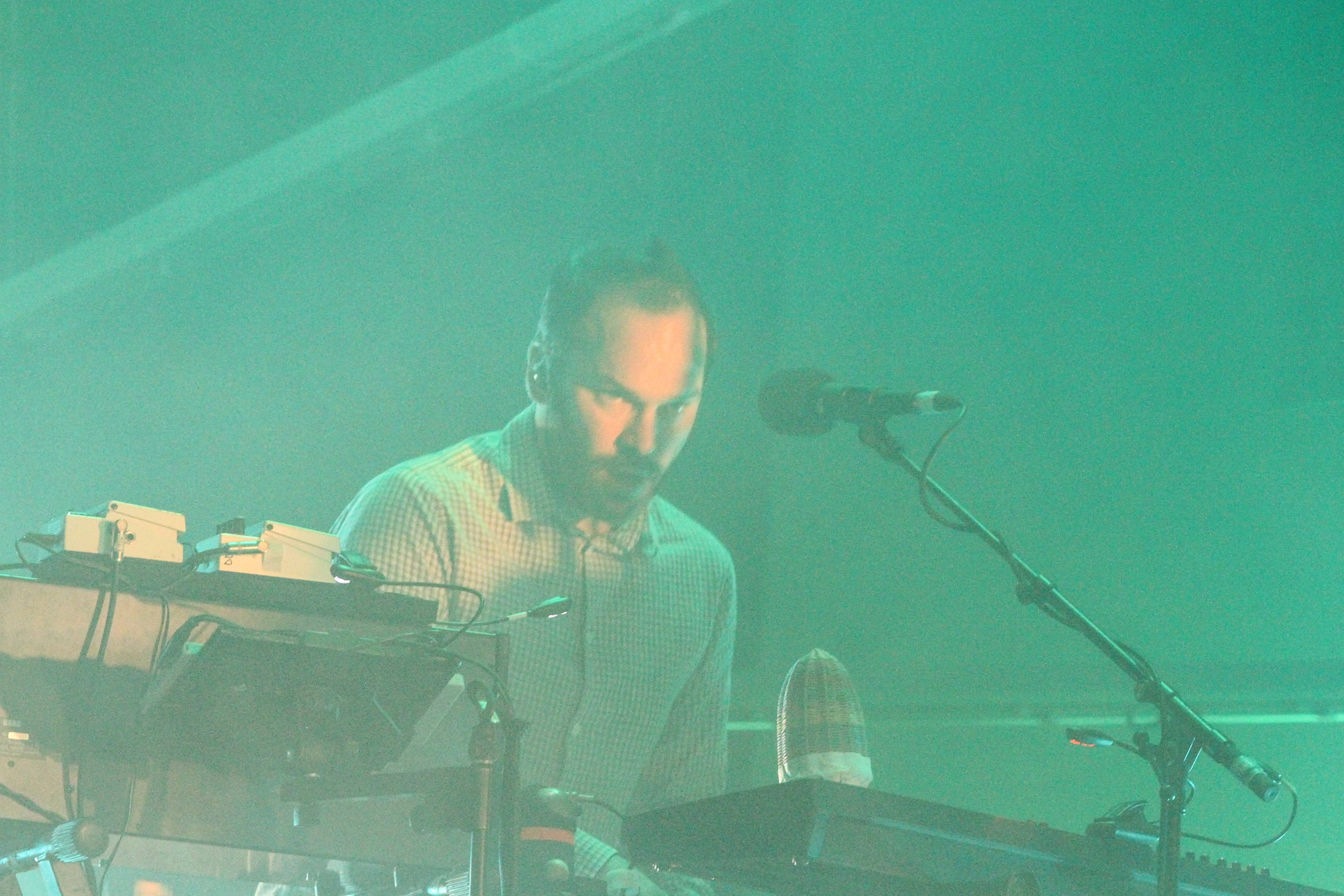
Nigel Godrich è stato candidato 5 volte in questa categoria.

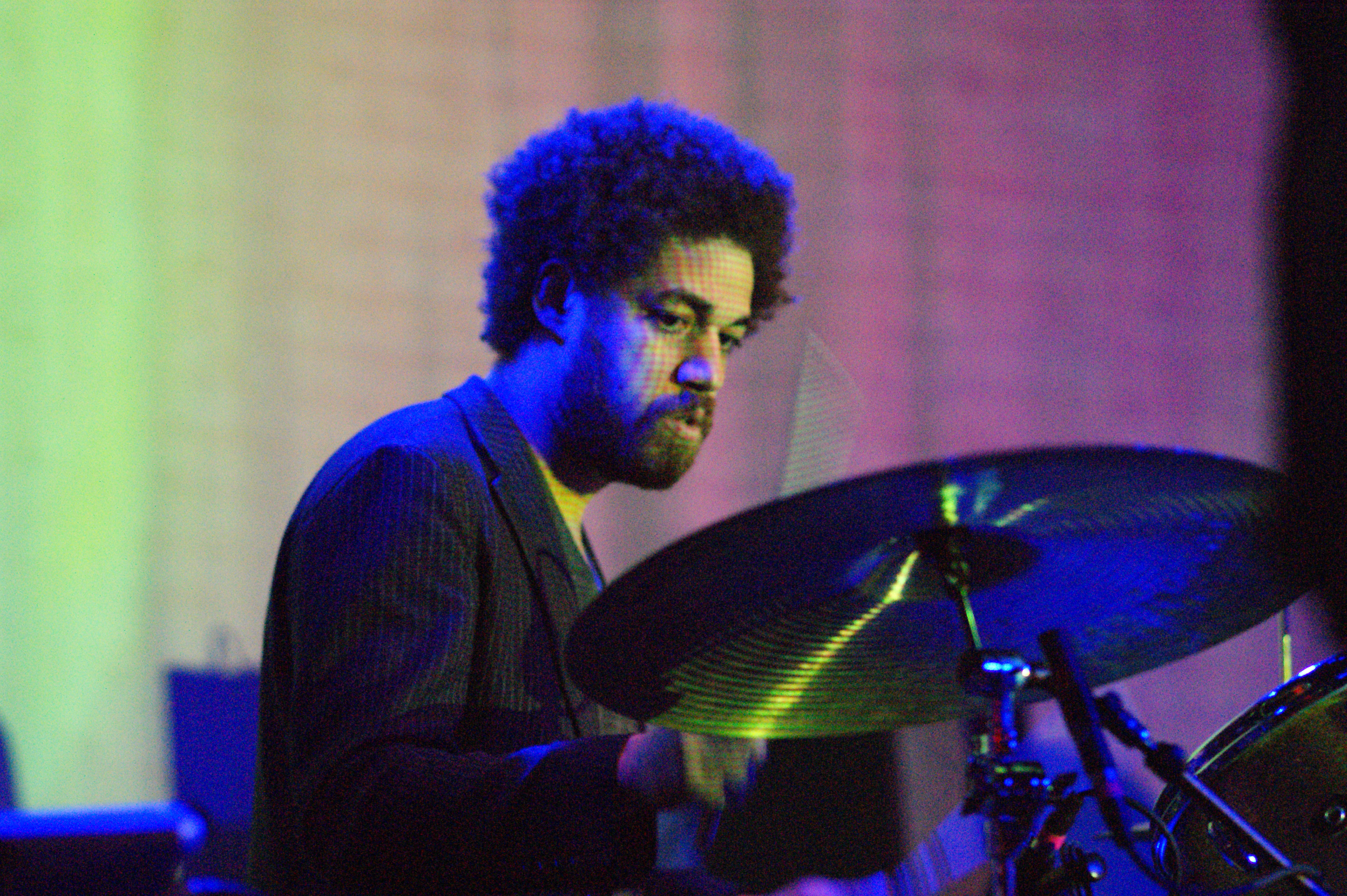
Danger Mouse è stato candidato 5 volte in questa categoria.

- 2000
  - Walter Afanasieff
  - Rob Cavallo
  - Dann Huff
  - Rick Rubin
  - Matt Serletic
- 2001
  - Dr. Dre
  - Bill Bottrell
  - Nigel Godrich
  - Jimmy Jam & Terry Lewis
  - Matt Serletic
- 2002
  - T Bone Burnett
  - Dr. Dre
  - Gerald Eaton e Brian West
  - Nigel Godrich
  - Jimmy Jam & Terry Lewis
- 2003
  - Arif Mardin
  - Dr. Dre
  - Nellee Hooper
  - Jimmy Jam & Terry Lewis
  - Rick Rubin
- 2004
  - The Neptunes
  - Nigel Godrich
  - Jimmy Jam & Terry Lewis
  - The Matrix
  - Outkast
- 2005
  - John Shanks
  - T Bone Burnett
  - Rob Cavallo
  - Jimmy Jam & Terry Lewis
  - Tommy LiPuma
- 2006
  - Steve Lillywhite
  - Danger Mouse
  - Nigel Godrich
  - Jimmy Jam & Terry Lewis
  - The Neptunes
- 2007
  - Rick Rubin
  - Howard Benson
  - T Bone Burnett
  - Danger Mouse
  - will.i.am
- 2008
  - Mark Ronson
  - Howard Benson
  - Joe Chiccarelli
  - Mike Elizondo
  - Timbaland
- 2009
  - Rick Rubin
  - Danger Mouse
  - Nigel Godrich
  - Johnny K
  - will.i.am

### Anni 2010

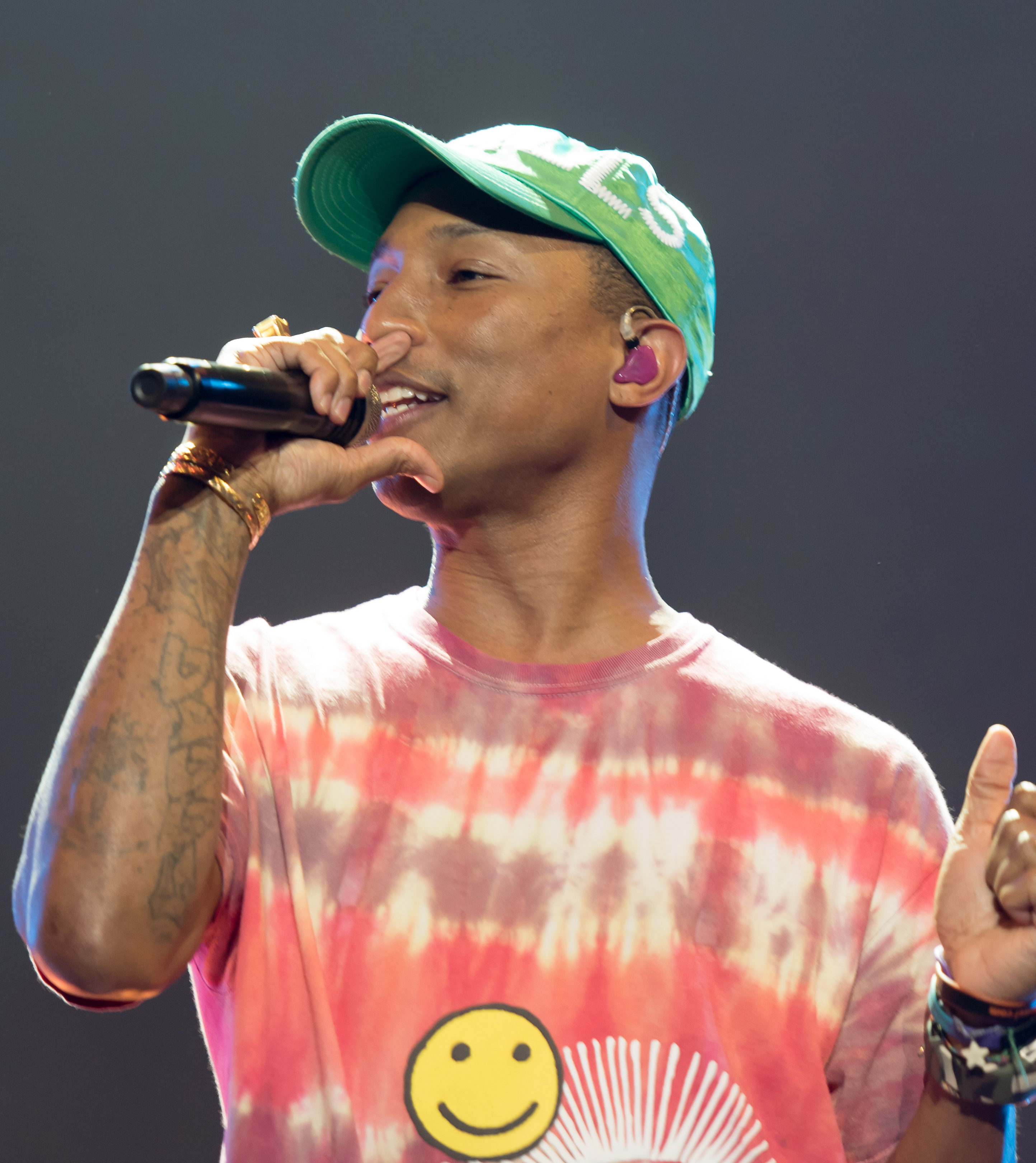
Pharrell Williams ha vinto 3 volte: nel 2004 (con i The Neptunes), nel 2014 e nel 2019.

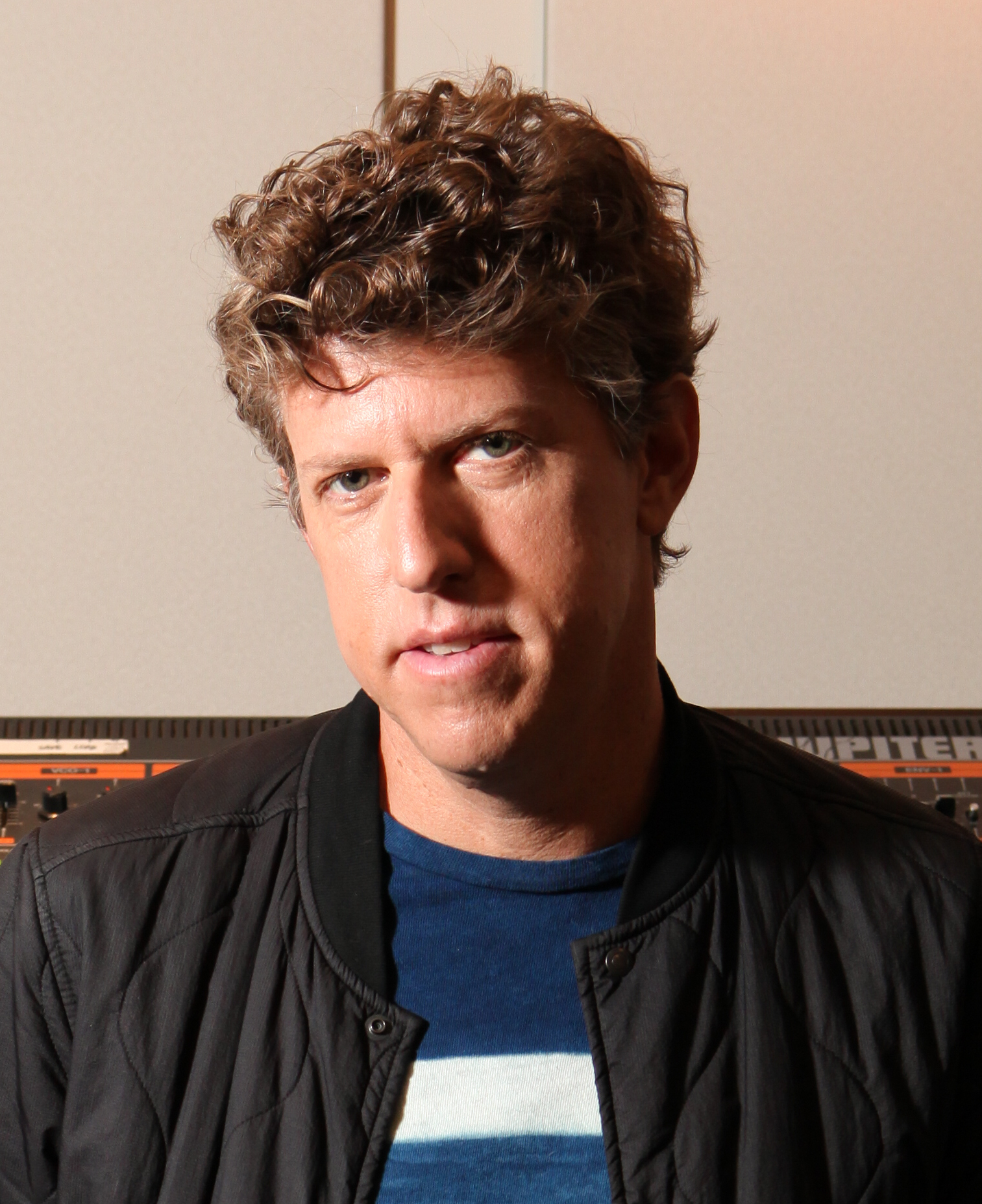
Greg Kurstin ha vinto consecutivamente nel 2017 e nel 2018.

- 2010[21]
  - Brendan O'Brien
  - T-Bone Burnett
  - Ethan Johns
  - Larry Klein
  - Greg Kurstin
- 2011[22]
  - Danger Mouse
  - Rob Cavallo
  - Dr. Luke
  - RedOne
  - The Smeezingtons
- 2012[23]
  - Paul Epworth
  - Danger Mouse
  - The Smeezingtons
  - Ryan Tedder
  - Butch Vig
- 2013[24]
  - Dan Auerbach
  - Jeff Bhasker
  - Diplo
  - Markus Dravs
  - Salaam Remi
- 2014[25]
  - Pharrell Williams
  - Rob Cavallo
  - Dr. Luke
  - Ariel Rechtshaid
  - Jeff Tweedy
- 2015[26]
  - Max Martin
  - Paul Epworth
  - John Hill
  - Jay Joyce
  - Greg Kurstin
- 2016[27]
  - Jeff Bhasker
  - Dave Cobb
  - Diplo
  - Larry Klein
  - Blake Mills
- 2017[28]
  - Greg Kurstin
  - Benny Blanco
  - Max Martin
  - Nineteen85
  - Ricky Reed
- 2018[29]
  - Greg Kurstin
  - Calvin Harris
  - No I.D.
  - Blake Mills
  - The Stereotypes
- 2019[30]
  - Pharrell Williams
  - Boi-1da
  - Larry Klein
  - Linda Perry
  - Kanye West

### Anni 2020

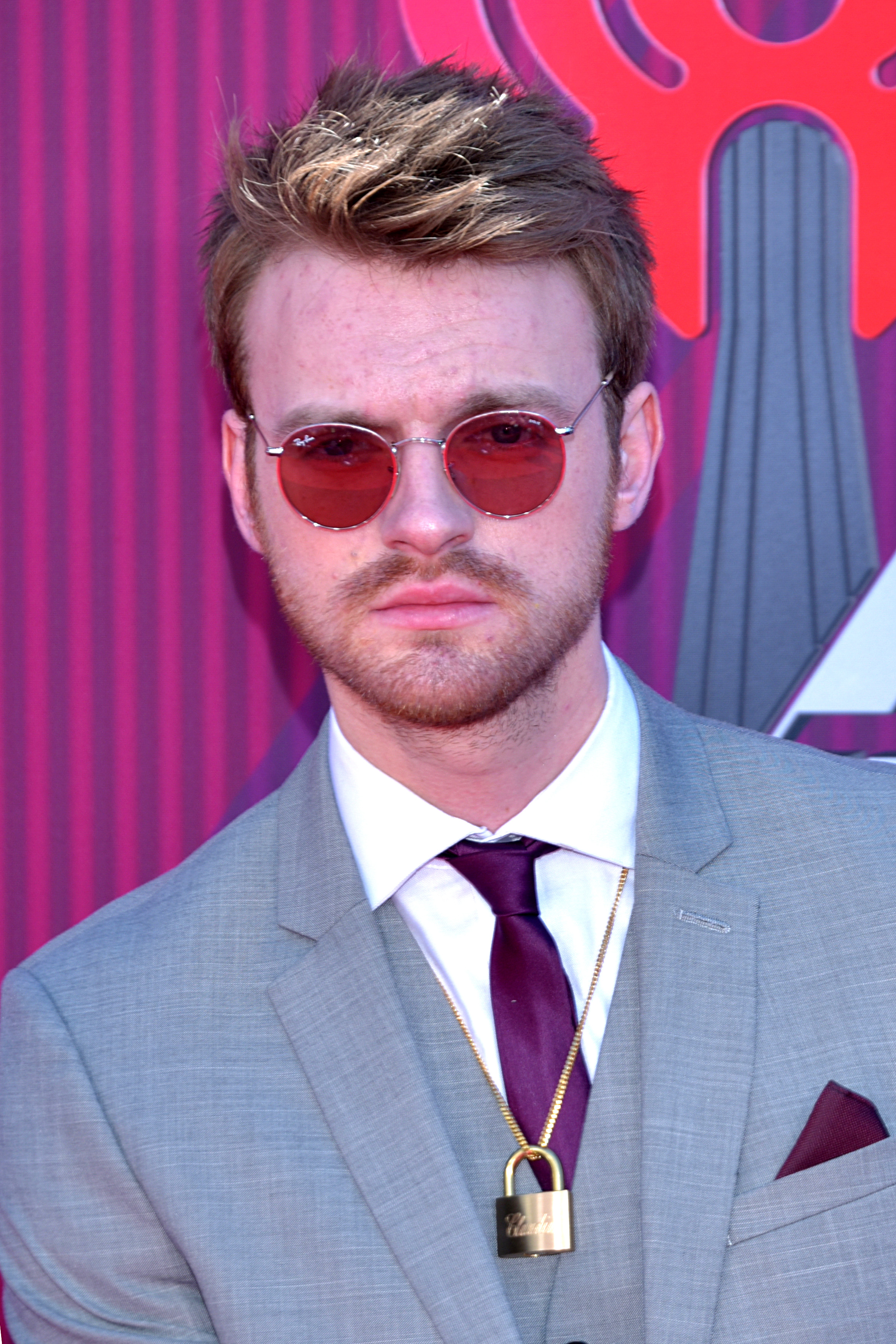
Finneas O'Connell ha vinto nel 2020, dopo aver vinto altri 5 premi nel corso della stessa notte.

- Jack Antonoff ha vinto il premio per 3 anni consecutivi: 2022, 2023 e 2024.2020[31]
  - Finneas O'Connell
  - Jack Antonoff
  - Dan Auerbach
  - John Hill
  - Ricky Reed
- 2021[32]
  - Andrew Watt
  - Jack Antonoff
  - Dan Auerbach
  - Dave Cobb
  - Flying Lotus
- 2022[33]
  - Jack Antonoff
  - Rogét Chahayed
  - Mike Elizondo

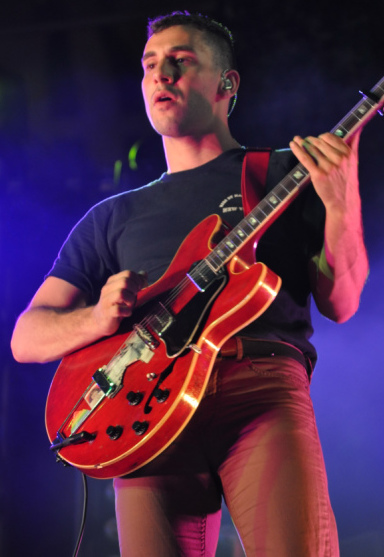
Jack Antonoff ha vinto il premio per 3 anni consecutivi: 2022, 2023 e 2024.

  - Hit-Boy (Chauncey Alexander Hollis)
  - Ricky Reed
- 2023[34]
  - Jack Antonoff
  - Dan Auerbach
  - Boi-1da
  - Dahi
  - D'Mile
- 2024[35][36]
  - Jack Antonoff
  - D'Mile
  - Hit-Boy
  - Metro Boomin
  - Dan Nigro
- 2025[37]
  - Dan Nigro
  - Alissia
  - Dernst D'Mile Emile II
  - Ian Fitchuk
  - Mustard